# Škoda Holding
Škoda Investments, a.s. ([ˈʃkɔda] uitspraakⓘ), tot 2010 Škoda Holding, a.s. geheten (daarvoor weer Škoda Works) is een Tsjechisch bedrijf uit Pilsen. Sinds de splitsing in 2010 volledig werd, is Škoda Investments geen productiebedrijf meer maar beheert slechts vastgoed.

## Geschiedenis

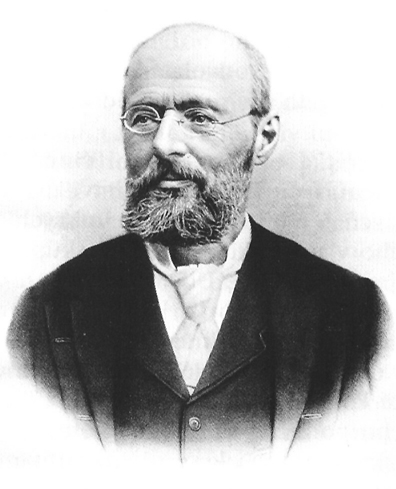
Emil Škoda

De machinefabriek werd in 1859 opgericht door Graaf Wallenstein-Vartenberk. In 1869 werd de fabriek verkocht aan Emil Škoda en omgevormd tot staalfabriek. Škoda ging onder meer locomotieven, stoomturbines, wapens en vliegtuig- en scheepsmotoren produceren. Het bedrijf maakte later ook generatoren en elektromotoren. In 1925 was er de fusie met de autofabrikant Laurin & Klement. De L&K-modellen werden aanvankelijk onder de merknaam L&K-Škoda op de markt gebracht, maar vanaf 1926 onder de merknaam Škoda. In 1946 werd Škoda genationaliseerd.

### Eenentwintigste eeuw
Eind 2003 telde Škoda 5500 werknemers en behaalde het een omzet van 350 miljoen euro. De divisie Škoda Power fabriceerde voornamelijk stoomturbines voor energiecentrales.
De Škoda Holding a.s. was in 2004 volledig eigendom van de internationale investeringsmaatschappij Appian Group. Op 23 april 2004 werd Škoda Steel (Škoda kovárny) samen met de zusterbedrijven Škoda hutě (gieterij) en Škoda js (nucleaire reactoren) verkocht aan het Russische Obedinennye Mashinostroitelnye Zavody (OMZ). De naam werd gewijzigd in Pilsen Steel - OMZ Group.

#### Overnames
- In 2005 heeft Škoda rollendmaterieelfabrikant ČKD Vagonka overgenomen.
- In 2009 heeft Doosan Škoda Power overgenomen.

## Splitsing
- Škoda Auto Volkswagen kocht in 1991 zo'n 30% van de aandelen en 1999 werd het volledig eigenaar van deze divisie.
- Škoda Transportation ging in 2010 over naar CEIL (Central Europe Industries) LTD[1], en werd in 2017 gekocht door PPF Group.[2] Škoda Transportation bouwt rollend materieel (bijvoorbeeld de Astra/Vektra/Anitra-lagevloertram) en levert de elektrische uitrusting voor onder andere trolleybussen.